# Wiesław Kurtiak
Wiesław Kurtiak (ur. 7 kwietnia 1961 w Lipianach) – polski inżynier i samorządowiec, prezydent Słupska (1990–1991).

## Życiorys
Ukończył studia na Wydziale Budownictwa i Architektury Politechniki Szczecińskiej. W czasie studiów działał w Niezależnym Zrzeszeniu Studentów, a po ich ukończeniu podjął pracę w Słupskim Przedsiębiorstwie Budowlanym jako m.in. kierownik budowy. Przewodniczył radzie pracowniczej NSZZ „Solidarność” w tym przedsiębiorstwie. W czerwcu 1990 został wybrany na pierwszego niekomunistycznego prezydenta Słupska. We wrześniu 1991 rada miejska odwołała go z tego stanowiska. W późniejszych latach był członkiem lokalnego SLD.
W 2003 objął obowiązki dyrektora Zarządu Dróg Miejskich w Słupsku, funkcję tę pełnił do 2010.